# Defenders of the Faith
Defenders of the Faith (englisch für: „Verfechter des Glaubens“) ist das neunte Studioalbum der britischen Heavy-Metal-Band Judas Priest. Das Album erschien am 4. Januar 1984 bei Columbia Records.

## Entstehung
Das Album wurde mit Tom Allom in den Ibiza Sound Studios auf der spanischen Insel Ibiza aufgenommen. Abgemischt wurde es von September bis November 1983 in den DB Recording Studios und den Bayshore Recording Studios in Coconut Grove, Miami, Florida. Die CD-Version erschien erst im Juli 1984. Eine remasterte CD erschien im Jahr 2001.
Auf der Rückseite des Albumcovers ist zu lesen: Rising from darkness where Hell hath no mercy and the screams for vengeance echo on forever. Only those who keep the faith shall escape the wrath of the Metallian… Master of all metal. Der Metallian ist die auf der Vorderseite des Albums abgebildete Kampfmaschine.

## Titelliste
Text und Musik stammen, wenn nichts anderes angegeben, von Glenn Tipton, Rob Halford und K.K. Downing.
1. Freewheel Burning – 4:22
2. Jawbreaker – 3:25
3. Rock Hard Ride Free – 5:34
4. The Sentinel – 5:04
5. Love Bites – 4:47
6. Eat Me Alive – 3:34
7. Some Heads Are Gonna Roll – 4:05 (Robert Halligan, Jr.)
8. Night Comes Down – 3:58
9. Heavy Duty – 2:25
10. Defenders of the Faith – 1:30

### Bonustracks (Wiederveröffentlichung 2001)
1. Turn on Your Light – 5:23
2. Heavy Duty/Defenders of the Faith (Live) – 5:26

## Rezeption
Steve Huey von Allmusic schrieb, das Album zähle zu den unterbewertetsten Alben im Judas-Priest-Katalog. Er vergab 4 von 5 Sternen. Die Redaktion des Magazins Rock Hard wählte das Album 2007 auf den 31. Platz ihrer 500 Alben umfassenden Bestenliste. Andreas Himmelstein nannte lediglich die „eher unspektakuläre“ Spielweise von Dave Holland als Schwachpunkt. Ansonsten sei die Platte unterbewertet, da sich kaum Songs „dieses durchgehend erstklassigen Albums im Live-Programm“ der Band befänden.
Das Album erreichte Platz 18 der Billboard 200. The Sentinel wurde von Machine Head auf Unto the Locust und von Heavens Gate auf Planet E. gecovert.

## Trivia
Rob Halford verbarg zu dieser Zeit noch seine Homosexualität auch vor der Band. Dennoch machte er sich immer wieder einen Spaß daraus, verklausulierte Hinweise darauf in seinen Texten unterzubringen, die aufgrund ihrer Doppeldeutigkeit nicht immer als solche erkennbar waren. So thematisierte er im Song Jawbreaker homosexuellen Oralverkehr unter Männern, der in der letzten Strophe in der Ejakulation endet:

“And all the pressure that's been building up,
for all the years it bore the load.
The cracks appear, the frame starts to distort
it is ready to explode.”